# Biosfæreområdet Blekinge Arkipelag
Biosfæreområdet Blekinge Arkipelag (svensk: Blekinge Arkipelag eller Blekinge skärgård, engelsk: Blekinge Archipelago) er godkendt af UNESCO som Sveriges fjerde biosfærereservat. Reservatet blev indviet ved en ceremoni på Tjärö den 2. juni 2012.
Reservatet omfatter Blekinges kyst og skærgård. Det ligger i Karlshamn, Ronneby og Karlskrona kommuner. Det var de tre kommuner, der sammen med Blekinge län støttede oprettelsen af reservatet. I dag drives biosfæreområdet af en almennyttig forening.   
Blekinge skærgård strækker sig over store dele af Blekinge kyst og består af store og små øer og holme og de omkringliggende bugter.